# Palača Farnese, Piacenza
Palača Farnese (italijansko Palazzo Farnese) je palača v Piacenzi v severni Italiji.

## Zgodovina
Ta velika delno zgrajena palača, ki se nahaja na bregovih reke Pad v mestu Piacenza. Leta 1556 je Ottavio Farnese, vojvoda Castra in Parme, postal tudi vojvoda Piacenze in tukaj najprej postavil dvor. Ottavio se je odločil za bivanje v mestu verjetno zato, ker se je počutil bolj varno zaradi prisotnosti španske posadke.
Palačo je naročila Ottavieva žena Margareta Avstrijska, hčerka cesarja Karla V. Nova stavba je bila postavljena nad nekdanjo trdnjavo, ki jih je leta 1352 zgradil Galeazzo II. Visconti, katere del je še vedno mogoče videti.
Prvotni načrt je izdelal Francesco Paciotto iz Urbina leta 1558, arhitekt Giacomo Barozzi da Vignola, bolj znan kot Vignola, je projekt popravil. Vignoli je bilo naročeno že oblikovanje Ville Farnese na Capraroli (Lacij) za kardinala Alessandra Farneseja, še enega člana družine. Vignola je moral Piacottoovo oblikovanje upoštevati, vendar pa bistveno spremenil zasnovo, ki je bila predstavljena pokrovitelju leta 1561. Risbe za veliko palačo so bile primerljive le z Vatikansko palačo v Rimu; pravokoten tloris je velik približno 111 metrov krat 88 metrov . Gradbena dela so zaupali Giovanni Bernardo Della Valleju, Giovanniju Lavezzariniju in Bernardu Panizzariju (Caramosino). Dejanska zgradba predstavlja  manj kot polovico prvotnega projekta Vignole, manjka veliko načrtovanih arhitekturnih značilnosti: manjkajoči elementi so del zunanjega okoliškega zidu, glavno pročelje po vzoru antičnega slavoloka in veliki stolp, gledališče v velikem notranjem dvorišču. Odhodki tako velike palače in politične mahinacije piacentinskega plemstva so lahko posledica, da Ottavio ni dokončal zgradbe in premaknil dvor iz Piacenze v Parmo. Gradnja te delno zgrajene palače je bila končana leta 1602, v času vojvode Ranuccio I.
Po smrti zadnjega farnesškega vojvode leta 1731, je palača pričela propadati. Obnova se je začela šele v začetku 20. stoletja in danes je Palazzo Farnese v Piacenzi hiša pomembne vrste muzejev in razstav.

## Vojvodska kapela
Vojvodska kapela (Cappella Ducale ali Cappella Grande) je kapela, ki jo je družina uporabljala za svoje verske obrede. Dvorana ima kvadratni tloris se spremeni v osmerokotnik z uvedbo štirih apsid na vogalih. Stranice imajo enako dolžino kot je višina kapele do polkrožne kupole. Kapela je okrašena z lilijami iz farnesejevega grba in manierističnimi maskami portretov angelov. Drugi simboli, ki se nanašajo na družino vojvodstva so samorog, morske zvezde, delfini in želve se pojavljajo v velikem frizu.

## Muzej in razstave
- V Arheološkem muzeju so znamenita "Piacenška jetra", etruščanska bronasta jetra z etruščanskimi napisi, ki so jih morda uporabljali za haruspex ali prerokovanje – branje iz drobovja živali.
- Galerija ali Pinakoteka se nahaja v tako imenovanih "vojvodinjinih apartmajih" v prvem nadstropju. Vsebuje slike iz 16. do 17. stoletja, ki so nekoč pripadale zbirki vojvod. Najbolj pomembno umetniško delo je Marija z mladim sv. Janezom,  Sandra Botticellija. Muzej je bil obdarjen leta 2006 s Collezione Rizzi-Vaccari. Sestavljena iz 17 slik in treh skulptur iz 14. do 15. stoletja, vključno z deli avtorjev Jacopo del Casentino, Andrea Bonaiuti, Simone de' Crocifissi in Giovanni da Milano. [2]
- Razstava Fasti Farnesiani (Farnesejeva lepota)
- Muzej italijanskega Risorgimento
- Muzej starodavnega orožja, s 400 primeri starinskega orožja in oklepov, ki ga je zbral piacentinski plemič Antonio Parma
- Muzej kočij
- Državni arhiv
- Zbirke kipov, fresk, majolika posod, steklenih predmetov in epigrafov, z deli od 12. do 17. stoletja